# Primal Scream
Primal Scream (temporalmente abreviado a PRML SCRM por la promoción del disco XTRMNTR) es un grupo de rock formado en Glasgow, Escocia en 1982, liderado por el que fuera batería de Jesus and Mary Chain, Bobby Gillespie. Actualmente el grupo está formado por los siguientes miembros: Bobby Gillespie (voz), Andrew Innes (guitarra), Martin Duffy (teclados), Simone Butler (bajo) y Darrin Mooney (batería). Otro guitarrista durante las giras es el productor Kevin Shields que fue miembro del grupo My Bloody Valentine.
La banda tuvo contrato hasta el año 2000 con Alan McGee's Creation, firmando posteriormente un contrato con Sony/Columbia.

## Historia

### Formación(1982-1985)
Bobby Gillespie se trasladó a Mount Florida al sureste de Glasgow, allí asistió a la Escuela Secundaria Kings Park donde conoció a Robert Young. Otro amigo de la escuela fue Alan McGee quien llevó a Gillespie a su primer concierto, un concierto de Thin Lizzy. McGee y Gillespie estaban fuertemente influenciados por el punk rock y se unieron a una banda local de punk, The Drains, en 1978. El guitarrista del grupo era un joven de 15 años llamado Andrew Innes. La banda tuvo corta duración, Innes y McGee se trasladaron a Londres mientras que Gillespie optó por permanecer en Glasgow.
Después de que el movimiento punk acabara, Gillespie estaba desencantado con la música New wave así que se reunió con otro amigo del colegio, Jim Beattie, que compartía su punto de vista y grabó "elemental noise tapes", en los que Gillespie golpeaba dos tapas de cubos de basura mientras que Beattie tocaba la guitarra con un Pedal de efectos
Hicieron covers a The Velvet Underground y The Byrds antes de comenzar a escribir sus propias canciones influenciados por las líneas de bajo de Jah Wobble y Peter Hook. Gillespie dijo más tarde que la banda "no existía realmente, pero lo hacíamos todas las noches para tener algo que hacer." Se llamaron a sí mismos Primal Scream, un término usado para describir un grito escuchado en la Terapia primal. Siendo esencialmente un dúo, Primal Scream tocó por primera vez en vivo en 1982.
Su primera sesión de grabación para el sello independiente de Alan McGee, Essential Records, fue un sencillo titulado "The Orchard". Beattie afirmó más tarde que quemaron la cinta maestra. Después de la fallida grabación, Gillespie se unió a The Jesus and Mary Chain como su baterista y alternaba entre ambas bandas. Mientras que en Mary Chain se hizo famoso por sus conciertos caóticos, Gillespie y Beattie ampliaron la alineación de Primal Scream para incluir al amigo de la escuela de Gillespie, Robert Young, en el bajo, el guitarrista Stuart May, el baterista Tom McGurk, y al percusionista Martín St. John. Esta alineación firmó con Creation Records un sello discográfico independiente fundado también por Alan McGee y grabó su primer sencillo, "All Fall Down", que recibió buenas críticas.

### Primeros lanzamientos(1986-1989)
Después del lanzamiento del sencillo, los líderes de The Jesus and Mary Chain William y Jim Reid le dieron a escoger a Gillespie entre disolver Primal Scream para unirse a la Mary Chain a tiempo completo o renunciar. Gillespie decidió permanecer con Primal Scream. Stuart May fue reemplazado por Paul Harte y el grupo lanzó entonces un nuevo sencillo, "Crystal Crescent". El lado B, "Velocity Girl", fue lanzado en la compilación C86, siendo ellos asociados más tarde con la escena del mismo nombre.
La banda estaba totalmente en desacuerdo con lo anterior, con Gillespie diciendo de la escena que "ellos no saben tocar sus instrumentos y no saben escribir canciones". La banda estuvo de gira durante todo 1986 y Gillespie se desencantó con su calidad interpretativa. Dijo que "siempre había algo que faltaba, fuera musical o de actitud." La banda dejó Creation Records, firmando por Warner Bros y su filial Elevation Records. Antes de que la banda entrara a los Estudios Rockfield de Gales para grabar su álbum de debut, le pidió a McGurk que abandonara la banda. El grupo posteriormente comenzó a grabar con músicos de sesión. Pasaron cuatro semanas de grabación con el productor Stephen Street antes de decidir poner fin a las sesiones.
May fue despedido de Primal Scream, llegando como reemplazo Andrew Innes, excompañero de banda de Gillespie mientras que el grupo finalmente encontró un nuevo baterista, Gavin Skinner. Con su nueva alineación la banda entró de nuevo en el estudio, esta vez en Londres, con el productor Mayo Thompson. Al momento de terminar las grabaciones de Sonic Flower Groove estas tenían un costo de £ 100.000. El álbum alcanzó el número 62 en las listas británicas y recibió malas críticas con Allmusic calificando el disco de "original, pero aburrido." La reacción del álbum causó conflictos internos dentro de la banda. Beattie y Skinner posteriormente renunciaron, marchándose el primero a otra formación, Spirea X, continuando con un sonido psicodélico.
La banda, ahora sólo con Gillespie, Innes y Young, se trasladó a Brighton para reagruparse. Young cambió a la guitarra, y reclutaron al bajista Henry Olsen y al baterista Phillip "Toby" Tomanov, quienes habían pertenecido a la banda de música de Nico, The Faction. Tomanov también tocó en The Nosebleeds, The Durutti Column y Blue Orchids.
Abandonan su sonido Jangle pop en favor de un sonido más inspirado en el hard rock, o como Gillespie dijo, "habíamos encontrado el rock 'n' roll." De nuevo firmaron con Creation Records y lanzaron su primer sencillo en dos años: " Ivy, Ivy, Ivy". Esto fue seguido por el álbum homónimo, Primal Scream. El nuevo sonido de la banda se encontró con malas críticas, NME lo calificó de "confuso y carente de cohesión". La reacción de los admiradores fue tan pobre como la de la crítica, ya que muchos de sus viejos fanes se sintieron decepcionados o simplemente confundidos por su nuevo sonido. El álbum contó con el tecladista de Felt, Martin Duffy, como invitado.

### Screamadelica y el éxito(1990-1992)
La banda fue introducida a la escena acid house por primera vez gracias a Alan McGee en 1988. Al principio se mostraron escépticos, como explica Gillespie: "Recuerdo que estaba bastante fascinado, pero no veía qué podía conseguir de eso". La banda, sin embargo, rápidamente desarrolló un gusto por ella y comenzó a asistir a fiestas raves. La banda se reunió con el DJ Andrew Weatherall en una rave y se le dio una copia de "I'm Losing More Than I'll Ever Have", una remix de una canción de Primal Scream, realizada para uno de sus espectáculos. Weatherall agregó un loop de batería del mix de un bootleg de Edie Brickell "What I Am" a lo que se sumó un sample de Gillespie cantando una línea de la canción de Robert Johnson "Blues Terraplane" y la introducción de la película de serie-B de Peter Fonda, The Wild Angels. La pista resultante, "Loaded", se convirtió en el primer gran éxito de Primal Scream, alcanzando el número 16 en el UK Singles Chart. Este fue seguido por otro sencillo, "Come Together", que alcanzó el número 19.
La banda entró al estudio con Weatherall, Hugo Nicholson, The Orb y Jimmy Miller en producción y junto a ellos Martin Duffy, ahora a tiempo completo en los teclados. Lanzaron dos singles más: "Higher Than The Sun" y "Don't Fight It, Feel It", los cuales tuvieron éxito. El álbum Screamadelica fue lanzado en el otoño con excelentes comentarios. Blot Magazine dijo que el álbum era "al mismo tiempo actual y atemporal." El álbum también fue un éxito comercial masivo alcanzando el número ocho en las listas británicas. El álbum ganó la primera edición del Premio Mercury en 1992, superando a la anterior banda de Gillespie, The Jesus and Mary Chain.
La gira de apoyo se inició en Ámsterdam e incluyó una actuación en el festival de Glastonbury antes de llegar a su fin en Sheffield. A lo largo de la gira, la banda y su entorno cada vez más grandes, ganaron notoriedad por su consumo de estupefacientes a gran escala. Los hábitos con drogas de la banda a menudo se han publicado. En una ocasión el periodista James Brown publicó una historia infame: estaban discutiendo entre ellos acerca de si debían obtenerla china, vietnamita o india. Cuando uno de los colegas de Brown les pregunta si no se conformarían con una hamburguesa, la banda respondió: "¡Estamos hablando de heroína, no de comida!".
En esta época, la banda grabó el EP Dixie Narco. Algunos de los temas mostraban un cambio de sonido, ahora en una línea de blues-rock más americano y empezando a mostrar una influencia de P-Funk.

### Give Out But Don't Give Up y Vanishing Point(1992-1998)
La banda comenzó a trabajar su cuarto álbum en los estudios Roundhouse de Londres en septiembre de 1992. La mayoría de los miembros de la banda había desarrollado una fuerte adicción a la heroína y como resultado de las sesiones no se produjo ningún nuevo material. La banda llamó el productor Tom Dowd para ayudar. Después de algunas sesiones cortas en los E-Zee Studios de Londres la banda, junto con Dowd, se trasladó a Alabama. Tras la finalización de las sesiones la banda sintió que había "captado la esencia de las canciones", y trajeron a múltiples productores para remezclar algunos de los temas. El productor de The Black Crowes, George Drakoulias, hizo algunas mezclas al igual que la leyenda del funk, George Clinton.
En marzo de 1994, el primer sencillo del nuevo disco, "Rocks", fue lanzado con éxito comercial. Significó el primer Top 10 en los charts de la banda y el único hasta la fecha alcanzando el número siete en las listas británicas. El sencillo no fue bien recibido, con la revista NME llamándolos "traidores del baile". El álbum Give But Don't Give Up fue lanzado en mayo con críticas variadas. Mientras que algunos elogiaron el nuevo sonido de la banda influenciado por The Rolling Stones, [10] algunos desestimaron el álbum calificándolo como cansino y demasiado ceñido a sus influencias. Dos sencillos más fueron lanzados del álbum: "Jailbird" y "(I'm Gonna ) Cry Myself Blind ", cada uno alcanzando posiciones cada vez más bajas en los charts.
Durante la gira de apoyo del álbum las relaciones dentro de la banda comenzaron a desgastarse. Durante la gira americana de la banda cuando telonearon a Depeche Mode en su Devotional Tour, fue en palabras del técnico Alex Nightingale, "lo más cercano que la banda ha estado de disolverse." Después de la finalización de la gira la banda se mantuvo en silencio un largo período de tiempo. Gillespie más tarde comentó que no estaba seguro si la banda continuaría. El único lanzamiento de Primal Scream durante este período fue el sencillo "The Big Man and the Scream Team Meet the Barmy Army Uptown", una colaboración con Irvine Welsh y On-U Sound, que causó controversia debido a las letras ofensivas sobre el Glasgow Rangers FC y sus seguidores.
Después de una pausa breve, la banda regresó con una nueva formación; Robert Young se aleja del grupo e ingresa en su lugar Gary "Mani" Mounfield, proveniente de The Stone Roses que se habían separado recientemente, ingresando como nuevo bajista de la banda, y Paul Mulreany fue agregado como su nuevo baterista en lugar de Phillip Tomanov. La llegada de Mani revitalizó el grupo, que estaban considerando la disolución tras el fracaso de Give Out But Don't Give Up. Su siguiente álbum fue grabado en el estudio personal de la banda en dos meses, y se mezcló en un mes. Durante la mayor parte de la grabación Andrew Innes actuó como ingeniero mientras que la producción estuvo a cargo de Brendan Lynch y Andrew Weatherall.
La música en el álbum era una mezcla compleja entre shoegazing y ritmos dub, remontándose al éxito de las fusiones de Screamadelica, sin embargo suena mucho más oscuro. Algunas canciones del álbum fueron inspiradas por la película de culto de 1971 Vanishing Point que precisamente da el título al álbum. Bobby Gillespie dijo que quería crear una banda sonora alternativa de la película, mientras las letras se inspiran en las experiencias pasadas de la banda con el abuso de drogas. Gillespie describió el álbum como "una grabación mosntruosamente rápida y anarco-sindicalista". El primer sencillo del álbum, "Kowalski", fue lanzado en mayo de 1997 y alcanzó el número 8 en las listas británicas. Vanishing Point fue lanzado en julio y revitalizó la viabilidad comercial de la banda. Las críticas fueron unánimemente positivas sobre el lanzamiento, la revista Entertainment Weekly calificó el disco como un "remolino hipnótico ácido de ida y vuelta" y Musik, respecto al momento de Primal Scream, dice que "el lugar de este grupo en el libro de historia de la música de finales de siglo 20 está asegurado." La inclusión en el álbum de la canción principal de la película Trainspotting también ayudó a cimentar el lugar de la banda en la cultura moderna alternativa.
La banda programó una breve gira de apoyo que tendría lugar durante el mes de julio. Desafortunadamente la banda tuvo que posponer las fechas, esto llevó a la especulación de que había problemas dentro de la banda, y que uno de los miembros podría renunciar. El agente de prensa del grupo emitió un comunicado diciendo que "no es cuestión de drogas y no es una crisis nerviosa." Antes de comenzar la gira, Mulraney dejó la banda y se vieron obligados a utilizar una caja de ritmos. Las fechas iniciales fueron mal recibidas, pero finalmente se contrató al baterista Darrin Mooney y los conciertos mejoraron. Durante la gira de Vanishing Point Primal Scream usó como teloneros a Asia Dub Foundation ayudando a popularizar al grupo en el mainstream.
En febrero de 1998 la banda lanzó el EP "If They Move, Kill 'Em". Aquí aparece por primera vez la colaboración de Primal Scream con Kevin Shields, con el remix de la canción que da el nombre al lanzamiento. Más tarde ese año Shields unió a la banda en las giras y tendría una gran influencia sobre su sonido en los próximos años. Después del lanzamiento del álbum, se lanzó una colección de mezclas alternativas y remixes de Vanishing Point en el álbum Echo Dek, con la mayor parte de las mezclas realizadas por Adrian Sherwood.

### XTRMNTR y Evil Heat(1999-2005)
Las sesiones de grabación para el sexto álbum de la banda resultaron relajadas, en contraste con las tensas grabaciones de álbumes anteriores. La banda estaba en su mayor parte libre de drogas y su formación se había estabilizado definitivamente. A pesar de su paz recién descubierta, la banda siguió una dirección más dura y más furiosa musicalmente. Muchas de las canciones que se escribieron contenían letras abiertamente políticas, Gillespie dijo que la banda deseaba transmitir "lo que es estar en Gran Bretaña en los tiempos que corren." El álbum incluía apariciones de múltiples invitados, incluyendo The Chemical Brothers, el guitarrista de New Order Bernard Sumner y el exguitarrista de My Bloody Valentine Kevin Shields, quien ya se había convertido en un miembro semi-permanente de Primal Scream.
El primer sencillo de XTRMNTR, "Swastika Eyes", fue lanzado en noviembre de 1999. Al preguntársele por el contenido abiertamente político de la canción, Gillespie paradójicamente dijo que se trataba del "terrorismo internacional americano". Sin embargo la canción fue un éxito, llegando al puesto # 22 en las listas británicas. XTRMNTR sí le fue bien, alcanzando el puesto # 3. El contenido político fue bien recibido con Allmusic calificándolo de "realización dura, para todo un mundo que ha perdido el rumbo". En 2009 el NME coloco a XTRMNTR en el # 3 de los 100 mejores álbumes más grandes de la década. Destacaron también temas como "Kill all hippies" y "Blood money".
En 2000, la banda comenzó a grabar su séptimo álbum, Evil Heat, lanzado en 2002. Aunque el contenido político no era tan fuerte como el del álbum anterior, hubo una canción originalmente programada para el álbum titulada "Bomb the Pentagon", que debió ser reelaborada después de los atentados del 11 de septiembre, convirtiéndose en la canción "Rise". El álbum, al igual que muchos de los anteriores discos de Primal Scream, tuvo varios productores; Shields produjo varias pistas, y Andrew Weatherall produjo tres temas, siendo su primer trabajo con la banda desde Vanishing Point. Kate Moss cantó profesionalmente por primera vez con el sencillo "Some Velvet Morning", una versión de la canción de Lee Hazlewood/Nancy Sinatra. El álbum también contó con otro invitado, el cantante de Led Zeppelin, Robert Plant. En 2003 se lanzó el álbum doble Dirty Hits con las canciones más conocidas del grupo y algunas versiones inéditas y remezclas de las canciones.
En junio de 2005 Primal Scream hizo una polémica presentación en el Festival de Glastonbury durante el cual Gillespie se burló en forma abusiva de la multitud que asistió al concierto y fue acusado de haber realizado saludos nazis durante la canción "Swastika Eyes". Se vieron obligados finalmente por los funcionarios del festival a dejar el escenario después de rebasar su tiempo asignado para presentarse. Los organizadores del festival estaban molestos con la banda cuando, en respuesta a su invitación para unirse a otros artistas para la grabación del tema "Make Poverty History" que se subastó con fines caritativos, el cantante Bobby Gillespie modificó el cartel para que se leyera "Make Israel History". Gillespie dijo más tarde que con eso trataba de mostrar su apoyo a la causa palestina.

### Riot City Blues, Beautiful Future y 20 aniversario de Screamadelica(2006–2012)
En una entrevista con NME, Gillespie dijo que la banda había escrito "canciones de rock 'n' roll eufórico" para su próximo álbum. [22] La intención era capturar la energía de sus presentaciones en vivo. La banda eligió a Young como su productor lo que dio lugar a especulaciones de que habían despedido a Shields. Aunque la banda admitió que no estaban seguros de si continuaría, Shields se unió posteriormente a ellos en la gira.
El primer sencillo del álbum, "Country Girl", fue lanzado el 22 de mayo de 2006, la canción fue rotada al aire regularmente durante 2006, dando lugar a una entrada en las listas en el n.º 5, su posición más alta. También fue utilizado por la BBC en los créditos finales del Grand National de 2007 y como la música de fondo a un video celebrando los éxitos del escocés Dario Franchitti, piloto de carreras en la ceremonia de 2007 de los Autosport Awards en Londres. El álbum Riot City Blues fue lanzado en junio y alcanzó el número cinco en las listas de álbumes del Reino Unido. Sin embargo, recibió críticas mixtas: Pitchfork Media lo llamó "plano y muerto", mientras Allmusic lo calificó como "un álbum retro y refrescante de rock and roll".
Para promocionar el álbum la banda hace gira por el Reino Unido junto con algunas fechas en Europa. La banda lanzó su primer DVD, Riot City Blues Tour, en agosto de 2007. En él aparecen clips de actuación de la banda en Londres así como todos sus vídeos musicales y una entrevista con Gillespie y Mani.
El 26 de agosto de 2006, el bajista Mani fue detenido en el festival de Leeds, después de lo que se decía que era una pelea de borrachos. Sin embargo fue puesto en libertad muy pronto y la presentación de la banda en el festival se adelantó. También en esta época, Robert Young dejó la banda para tomarse "un año sabático" tras no presentarse en su gira por Reino Unido durante noviembre de 2006. Desde entonces Bobby Gillespie declaró que es poco probable que Young regrese. Ha sido sustituido temporalmente por Barrie Cadogan, de Little Barrie.
La banda hizo un remix de la canción de Queens of the Stone Age, "I'm Designer" (de Era Vulgaris), junto con su colaborador de mucho tiempo Adrian Sherwood.
A mediados de 2007, Kevin Shields tocó de nuevo con Primal Scream durante su presentación en el V Festival sin grandes probabilidades, sin embargo, de volver en un futuro próximo ya que My Bloody Valentine estaba reunido grabando un nuevo álbum. El 21 de julio de 2008, Primal Scream lanzó un nuevo álbum llamado Beautiful Future descrito por el nuevo productor Bjorn Yttling con un sonido "mucho más pop y krautrock que antes. Suena un poco como Alan Vega y Suicide." En julio, el primer sencillo del álbum, titulado "Can't Go Back" fue lanzado. El tema fue producido por Paul Epworth, que también produjo la pista de título del álbum.
En 2009 Primal Scream y Miss Kittin hacen una versión de la canción "Diamonds, Fur Coat, Champagne" en un vinilo de edición limitada de 10 pulgadas. Un total de 3.000 ejemplares salieron a la venta el 30 de marzo de 2009. La canción pertenece a una serie de cversiones de Suicide por otros músicos como The Horrors y Lydia Lunch lanzado en el Blast First Petite para celebrar el septuagésimo aniversario del líder de Suicide, Alan Vega.
El 21 de enero de 2010 NME publicó que los miembros de la banda "han comenzado a trabajar en su próximo álbum". Mani dijo que "este año estamos escribiendo y vamos bastante bien"
El 17 de febrero de 2010 NME anunció que Primal Scream tocaría Screamadelica en su totalidad en noviembre del mismo año. Es importante señalar que la banda nunca había tocado el disco en vivo en su totalidad antes. Lo hicieron en el Olympia de Londres el 27 de noviembre.
Primal Scream también tocaron Screamadelica en Madrid (La Riviera, el 19 de noviembre), Barcelona (Razzmatazz, el 20 de noviembre), y mientras estaban de gira durante el festival Big Day Out en Australia y Nueva Zelanda. Hay fechas de una gira de Screamadelica por Gran Bretaña en la primavera de 2011 anunció, y también están planeando festivales durante el verano. El Festival de Benicàssim y el Bestival fueron los primeros en ser anunciados.Con el resurgir de Screamadelica gracias a esta gira la banda también relanzó el álbum en su vigésimo aniversario el 14 de marzo, siendo remasterizado por Bobby Gillespie y su frecuente colaborador, Kevin Shields.
Después de girar con Screamadelica la mayor parte de 2011, el 18 de octubre Mani reveló que había dejado la banda para participar en la reunión de su banda original, The Stone Roses. Debbie Googe (de My Bloody Valentine) fue anunciado como su reemplazo en estudio. El 27 de marzo de 2012, se confirmó que Primal Scream sería el grupo telonero de The Stone Roses en su concierto de regreso en Heaton Park el 29 de junio de 2012.

### More Light y Chaosmosis(2013-2016)
El décimo disco de la banda, More Light, fue lanzado en mayo de 2013 bajo el propio sello de la banda, First International, a través de Ignition Records. El nuevo álbum fue producido por David Holmes, quien confirmó el lanzamiento en su página de Facebook el 11 de enero de 2013. La primera pista tomada del álbum es "2013" con un vídeo dirigido por Rei Nadal. El primer sencillo es correcta "It's alright, It's OK", que se tocó en el Reino Unido, tanto por la BBC Radio 2 y 6 Music, así como con el apoyo de los principales estaciones de música alternativa y XFM Radio Absolute. El segundo sencillo es "Invisible City". Primal Scream tocó justo antes de los Rolling Stones en el Festival de Glastonbury 2013. Introdujeron como invitados sorpresa a Haim, que proporcionó coros para las canciones "It's alright, It's OK", "Rocks" y "Come Together".
El 7 de diciembre de 2015, anunciaron un nuevo álbum titulado Chaosmosis, que será lanzado el 18 de marzo de 2016.

## Discografía
- Sonic Flower Groove (1987)
- Primal Scream (1989)
- Screamadelica (1991)
- Give Out But Don't Give Up (1994)
- Vanishing Point (1997)
- XTRMNTR (2000)
- Evil Heat (2002)
- Riot City Blues (2006)
- Beautiful Future (2008)
- More Light (2013)
- Chaosmosis (2016)
- Give out but don't give up: The original Memphis recordings (2018). Grabaciones originales de estudio de los temas de Memphis que acabaron convirtiéndose en su álbum de "Give out but don't give up" (1994).
- Maximum Rock 'n' roll: The singles (2019)

### Páginas en español
- IndyRock: http://www.indyrock.es/primalscream.htm

### Páginas en inglés
- Webadelica
- Discogs

- Datos: Q666697
- Multimedia: Primal Scream / Q666697